# Iliá Jrzhanovski
Iliá  Andréyevich  Jrzhanovski (en ruso: Илья́ Андре́евич Хржановский; nacido el 11 de agosto de 1975) es un director de cine, guionista, productor de cine y miembro de la Academia de Cine Europeo nacido en Rusia. Su padre, Andréi Jrzhanovski (n. 1939) es uno de los principales directores de animación rusos, y su madre, Mariya Neyman, filóloga y editora de guiones. Es nieto del artista y actor ru (1905-1987).
En 2006, Jrzhanovski lanzó el proyecto DAU y desde entonces produce y dirige películas y otros productos.
Desde 2007 Jrzhanovski ha residido permanentemente fuera de Rusia, en Alemania, Ucrania y el Reino Unido. En marzo de 2014 firmó la carta abierta “¡Estamos contigo!” emitido por la Unión Cinematográfica Rusa KinoSoyuz en apoyo de Ucrania, y desde febrero de 2022 se ha opuesto sistemáticamente a la invasión rusa de Ucrania.
Desde 2020 hasta el presente, Jrzhanovski ha trabajado como director artístico del Centro Conmemorativo del Holocausto de Babyn Yar.
A partir de marzo de 2022, está en Israel.

## Primeros años
Jrzhanovski asistió a la Academia de Bellas Artes de Bonn (1992–1993) y al Instituto Estatal de Cinematografía de toda Rusia (1998) (VGIK). Su debut como director fue la producción teatral de What I Feel (en ruso: «То, что чувствую») en el Festival Kukart en Peterhof en 1997.
En 1998 codirigió junto con Ariom Mijalkov el cortometraje Stop ( en ruso: «Остановка»).
Entre 1998 y 2002, Jrzhanovski trabajó como productor y director de publicidad comercial y creó The List of Lovers of the RF para el canal ruso TNT, una serie dirigida por destacados directores de cine rusos. En 2003, el proyecto se incluyó en el programa del Festival Internacional de Cine de Berlín, así como en otros importantes festivales de cine rusos e internacionales.

## PhenomenCompanies yPaper Soldier
En 2005, Jrzhanovski cofundó la productora Phenomen Films. Phenomen Films desarrolló y produjo la película aclamada por la crítica Paper Soldier (2008) de Aleksei German Jr, que ganó, entre otros, el León de Plata a la Mejor Dirección y el Osella de Oro a la Mejor Fotografía en el 65º Festival de Cine de Venecia. También fue nominado a director de fotografía europeo en los European Film Awards.
En 2009, Jrzhanovski cofundó Phenomen-Ukraine y en 2010 cofundó Phenomen Berlin Filmproduktions GmbH (Alemania).

## 4
Jrzhanovski dirigió la película 4, lo que le valió varios premios, incluido un Golden Cactus y Tiger Award en el Festival Internacional de Cine de Rotterdam en los Países Bajos, el Premio al Mejor Director en el Festival Internacional de Cine Independiente de Buenos Aires, el Gran Premio del Jurado como Mejor Nuevo Director en el Seattle International. Festival de Cine, Premio a la Mejor Película y Mejor Cámara en el Festival Internacional de Cine de Transilvania, Premio al Mejor Director en el Festival Internacional de Cine de Atenas y una nominación al Premio Fassbinder. Se incluyó en los programas oficiales de más de 50 festivales internacionales de cine, incluidos el Festival de Cine de Venecia, el Festival Internacional de Cine de Róterdam, el Festival de Cine de Los Ángeles, el Festival Internacional de Cine de Seattle y el Festival de Cine de Tribeca. 4 se distribuyó en el Reino Unido, Francia, Italia, Países Bajos, Bélgica, Estados Unidos y también países escandinavos y del sur de Asia.

## Proyecto DAU
DAU es un proyecto multidisciplinario en la intersección del cine, el arte y la antropología que se estrenó en París en 2019. DAU se concibió inicialmente como un largometraje sobre la vida de un genio en tiempos difíciles, basado libremente en la biografía del físico soviético y premio Nobel Lev Landau (apodado Dau).
Sin embargo, el proceso de filmación se transformó en una 'actuación total' y una 'instalación total' en lugar de un rodaje convencional.
En 2008, en Járkiv, Ucrania, se construyó como parte del proyecto el lugar de rodaje más grande de Europa con una superficie de 12.000 m2, denominado Instituto. La forma en que funcionó y se utilizó la ubicación en la filmación ha sugerido paralelismos entre DAU y proyectos como Synecdoche, New York y The Truman Show.
Las audiciones para DAU involucraron a 392.000 no actores. Alrededor de 200-300 personas que no eran actores vivieron en el set al mismo tiempo y alrededor de 400 fueron filmados, incluidos científicos, músicos, artistas, compositores, líderes religiosos y filósofos, así como camareras, limpiadores, policías secretos, cocineros y peluquería. Se produjeron y compraron 40.000 unidades de vestuario durante el rodaje.
La arquitectura, el vestuario, los objetos y la comida crearon una reconstrucción fantasmagórica de la era soviética de las décadas de 1930 a 1960. El proceso sin guión se filmó de forma intermitente desde octubre de 2009 hasta noviembre de 2011, durante el cual no se permitía en el set ropa moderna, incluida ropa interior, productos sanitarios modernos ni ningún otro objeto o vocabulario moderno, y se requería vestuario, maquillaje y peinados de época de todos, incluidos la tripulación, independientemente de si se estaba disparando. Sin guión ni tomas, los personajes actuaron y reaccionaron en circunstancias meticulosamente diseñadas, a veces permaneciendo en el set durante meses. El proceso resultó en 700 horas de película de 35 mm. 13 películas de varios géneros editadas a partir de este material formaron parte del estreno en París en 2019. La 'película madre' que se centró en la historia de vida de Dau con el Instituto siendo solo una de las historias que aún no se han estrenado.
El género del proyecto es definido por los críticos como 'teatro/película/instalación inmersiva en expansión', 'reality show totalitario', 'no solo cine o teatro, sino también actuaciones de improvisación en sitios específicos' y también como 'toda la cultura de los años 1930-1960'.
Aparte de los productos cinematográficos, el proyecto también se ha manifestado en otros formatos como libros, conferencias e instalaciones complejas.

### Dau.Digital
Jrzhanovski afirma que las películas son solo avances de lo que él llama el producto principal Dau. Digital, una plataforma interactiva en línea que presenta las 700 horas de acometidas donde un usuario es navegado por las etiquetas y puede estructurar su propia narrativa. Este formato también se presentó a los visitantes del estreno en París.

## Babyn Yar
En 2021, Jrzhanovski produjo el documental Babi Yar de Sergei Loznitsa . contexto En julio de 2021, la película ganó el premio Golden Eye en el Festival de Cannes. En noviembre de 2021, el documental recibió el Gran Premio Golden Centaur en el Festival Internacional de Cine Message to Man .

## Actitudes Sociales y Políticas
En marzo de 2014, Jrzhanovski firmó la carta abierta "¡Estamos contigo!" de Russian Film Union KinoSoyuz en apoyo de Ucrania, como reacción a la invasión rusa de la península de Crimea y desde febrero de 2022 se ha opuesto constantemente a la invasión rusa de Ucrania .
El 24 de febrero de 2022, Jrzhanovski se convirtió en uno de los primeros firmantes del llamamiento de directores, escritores, periodistas, artistas, científicos y editores que exigían "poner fin a esta guerra". Posteriormente, cientos de ciudadanos rusos se han sumado al llamamiento. Publicado inicialmente en la página de Facebook de Mijaíl Zygar ; después del 4 de marzo de 2022 cuando entró en vigor la 'ley de noticias falsas', el texto se eliminó de esta página y de algunos otros medios en línea.
También el 24 de febrero de 2022, Jrzhanovski se unió al llamamiento de los principales directores de fotografía rusos emitido por la Unión de Directores de Fotografía y Organizaciones y Asociaciones Cinematográficas Profesionales de Rusia.
El 3 de marzo de 2022, al comentar durante una transmisión en vivo en el canal de televisión Dozhd (Rain) sobre un ataque con misiles rusos que golpeó a Babyn Yar, Jrzhanovski dijo que "toda Ucrania se ha convertido en Babi Yar".
La entrevista que Volodímir Zelenski concedió a los periodistas rusos el 27 de marzo de 2022 fue organizada por iniciativa de Jrzhanovski.

## Controversias
Desde el estreno en París de DAU en 2019, los métodos de Jrzhanovski han sido criticados, en particular desde el punto de vista de involucrar y trabajar con no actores.
En la primavera de 2020, el Defensor del Pueblo Presidencial para los Derechos del Niño de Ucrania, Mykola Kuleba, en respuesta a una publicación de Facebook de Lena Samojlenko del 20 de abril de 2020, hizo un llamamiento a la Policía Nacional de Ucrania para que iniciara una investigación sobre el presunto "dolor físico o sufrimiento mental a través de actos violentos". acciones' provocadas a los niños que participaron en el tiroteo de DAU. Así, el recurso se basó en la impresión de un único espectador de una película Dau. Extracto de degeneración .
Jrzhanovski, así como los funcionarios de la productora negaron las acusaciones referentes a los permisos obtenidos del orfanato, los procedimientos de filmación de bebés que debían observarse y estaban en su lugar, los certificados de distribución internacional que había obtenido la película y lo absurdo de las suposiciones. sobre la realidad más allá del marco hecho después de ver un extracto de la película.
El 10 de julio de 2020, el periódico The Telegraph emitió una disculpa a Jrzhanovski por su artículo publicado en abril sobre la apertura de una investigación criminal, que implicaba que había motivos razonables para tal investigación; en su comunicado, el periódico informó que a Jrzhanovski se le había pagado una indemnización y que donaría a la Campaña contra el Antisemitismo .
En abril de 2020 se filtró a la prensa un borrador de presentación del concepto creativo de BYHMC que lo presentaba como solución creativa final. Esto provocó un escándalo; académicos, periodistas y escritores pidieron la destitución de Jrzhanovski, refiriéndose a las suposiciones hechas sobre el proyecto DAU y también señalando que un monumento ucraniano no puede ser controlado por fondos rusos. El Jefe del Consejo Científico Karel Berkhoff y la CEO Yana Bariniva abandonaron el proyecto como una señal de protesta contra el enfoque reflejado en el concepto. En respuesta, el Memorial Center emitió un comunicado que decía: "Todas las acusaciones dirigidas ahora a Iliá Jrzhanovski se basan en emociones y pensamientos subjetivos construidos sobre especulaciones y suposiciones" y pidió a los medios y al público que "sean objetivos y equilibrados".
El 27 de mayo de 2020, The Jerusalem Post publicó un artículo de Jrzhanovski que decía: "Esta interpretación no tiene conexión alguna con el espíritu artístico que me esfuerzo por encarnar en el proyecto". También enfatizó que se mantuvo totalmente comprometido con el marco de la narrativa histórica que habían elaborado los académicos y señaló la diferencia entre los métodos que había utilizado cuando trabajaba en el proyecto de arte y ensayo de la DAU y los apropiados para lidiar con la memoria de la tragedia de Babyn Yar.
A principios de 2021 se cerraron los casos penales ya que los resultados de una investigación previa al juicio no revelaron rastros de delitos penales en las acciones de las personas involucradas en la producción cinematográfica en Járkiv con la participación de niños.

## Honores

### Stop(1998) (Codirigido con Artiom Mijalkov)
- Premio del Jurado, cortometraje, Premio Grupo Primagaz, Festival Internacional de Cine de Saint-Pierre-des-Corps, Francia (1999)
- Premio del Jurado, Festival Internacional de Cine de la Juventud, Kiev, Ucrania (1999)[68]
- Premio del Jurado, largometraje estudiantil/debut, festival St Anna, Moscú, Rusia (1999)

### 4(2004)
- Tiger Award y el Golden Cactus en el Festival Internacional de Cine de Rotterdam (2005)
- Premio a la Mejor Dirección en el Festival Internacional de Cine Independiente de Buenos Aires (2005)
- Gran Premio del Jurado como Mejor Director Novel en el Festival Internacional de Cine de Seattle (2005)
- Premio a la Mejor Película y Mejor Cámara en el Festival Internacional de Cine de Transilvania (2005)
- Premio al Mejor Director en el Festival Internacional de Cine de Atenas (2005)
- Nominado al premio Fassbinder Prize Film Award (2005)

### DAU(2019)
- Seleccionado para el European Film Market, Sofia, Bulgaria (2005)[69]
- Seleccionado como uno de los 18 mejores proyectos mundiales en el Atelier[70] del Festival de Cine de Cannes (2006)
- Incluido en los 10 mejores proyectos en el Festival Internacional de Cine CineMart (2006, Rotterdam, Países Bajos)[71]
- 4ª de las 10 mejores películas de 2019 seleccionadas por la revista Film Art[72]
- «Oso de Plata» por Contribución Artística Destacada en el 70° Festival Internacional de Cine de Berlín al director de fotografía Jürgen Jürges[73] (2020).
- Dau. Degeneración - clasificado 2 en las calificaciones de los críticos de Berlinale[74] (2020).
- Dau. Degeneración - clasificado 1 en la lista de las mejores películas de la primera mitad de 2020 por la revista independiente en línea para cine, cine y TV Film plus Kritik[75]
- DAU. natasha - Selección de largometrajes 2020 de la European Film Academy[76] (2020).
- DAU. natasha . Academia de Cine Europeo : Natalia Berezhnaya nominada a Actriz Europea 2020,[77] (2020).
- Dau. Degeneración : Gran Premio en el Festival de Cine de Autor de Belgrado[78] (2020).
- DAU. natasha - Sección Oficial en el Festival de Cine Europeo de Sevilla[79] (2020).
- DAU. natasha - Selección Oficial en el Festival de Cine Europeo de Palić[80] (2020).
- DAU. natasha - Selección oficial en el Festival Internacional de Cine de Riga[81] (2020).
- Dau. Degeneración - Selección Oficial en el Festival de Cine de Ostrava[82] (2020).
- Dau. Degeneración - El Tercer Premio Internacional de Cine "Este – Oeste. The Golden Arch": Mejor Fotografía, Jürgen Jürges[83] (2021).